# 李桤墓
李桤墓，位于中国广东省东莞市东莞市桥头镇石水口村，为东莞市的一个市、县级文物保护单位，类型为古墓葬，公布时间为1989年1月7日。
李桤墓的历史年代为明代。